# Scott Parker (Fußballspieler)
Scott Matthew Parker (* 13. Oktober 1980 in Lambeth) ist ein ehemaliger englischer Fußballspieler und heutiger -trainer. Der Mittelfeldspieler stand im Verlauf seiner Karriere bei mehreren Londoner Vereinen unter Vertrag. Er begann zunächst bei Charlton Athletic und wurde als hochgehandeltes Talent im Januar 2004 vom FC Chelsea angeworben. Dort konnte er sich jedoch nicht durchsetzen und über den Umweg Newcastle United heuerte er später weiter in der britischen Hauptstadt bei West Ham United, Tottenham Hotspur und dem FC Fulham an. In relativ fortgeschrittenem Fußballeralter erreichte er seinen Zenit, als er im Jahr 2011 Englands Fußballer des Jahres wurde und ein Jahr später im englischen Kader anlässlich der Euro 2012 in Polen und der Ukraine stand.

## Karriere als Spieler

### Vereinskarriere
Parker wurde im Londoner Stadtteil Lambeth geboren und besuchte in New Cross Gate das Haberdashers’ Aske’s Hatcham College. Als 13-Jähriger nahm er im Vorfeld der WM 1994 an einem Werbespot für die Fast-Food-Kette McDonald’s teil und führte dort Kunststückchen mit dem Fußball vor. Als eines der besten Talente seines Jahrgangs wurde er an der Fußballakademie des englischen Fußballverbands in Lilleshall aufgenommen, wonach er einen Ausbildungsvertrag bei Charlton Athletic unterschrieb und dort am 23. August 1997 gegen den FC Bury (0:0) per Einwechslung in der zweiten Liga debütierte. Zwei Monate später unterzeichnete er seinen ersten Profikontrakt und obwohl er als große Hoffnung im englischen Fußball galt, kam er zunächst nur sporadisch zu Kurzeinsätzen bei den „Addicks“, die mittlerweile in die Premier League aufgestiegen waren. Im Oktober 2000 wurde er für einen Monat an den Zweitligisten Norwich City ausgeliehen. Nach seiner Rückkehr fand er sofort einen Platz in Charltons Mannschaft für den verletzten Kapitän Mark Kinsella. Er nutzte seine Chance, so dass Kinsella auch nach der Genesung nicht mehr zurück ins Team fand. Sukzessive entwickelte sich Parker zu einem Schlüsselspieler im Mittelfeldzentrum und überzeugte mit Stärken im Zweikampf, Passspiel und allgemein der Fähigkeit, den Ball schnell durch Mittelfeld zu „tragen“. Vielfach spekulierte die Sportpresse über einen bevorstehenden Wechsel zu einem Spitzenverein und Ende Januar 2004 schloss sich Parker letztlich für eine Ablöse von zehn Millionen Pfund dem FC Chelsea an.
Die Vertragslaufzeit bei den „Blues“ war auf viereinhalb Jahre befristet und Parker galt in erster Linie als Absicherung für Claude Makélélé und Frank Lampard, aber oft musste er in ungewohnten Rollen jenseits der Mittelfeldzentrale agieren. Ihm gelang für Chelsea nur einziges Tor am 11. Februar 2004 beim 2:0-Auswärtssieg gegen den FC Portsmouth und lediglich im siegreichen Champions-League-Viertelfinale gegen den FC Arsenal hatte er noch für Chelsea einen prägenden Einfluss. Dessen ungeachtet wurde er zum Ende der Saison 2003/04 als Englands Fußballer des Jahres im Juniorenbereich geehrt. In einer turbulenten Umbruchszeit bei Chelsea, die dem Verein unter dem neuen Eigentümer Roman Abramowitsch zahlreiche hochkarätige Neuverpflichtung bescherte (drunter im Sommer 2004 Arjen Robben und Tiago), verschlechterte sich Parkers sportliche Perspektive zusehends. Nur in den Ligapokalspielen stand er zunächst relativ zuverlässig in der Startelf, aber auch dort war er im Halbfinale nicht mehr vertreten, da er sich kurz zuvor gegen Norwich den Mittelfuß gebrochen hatte. In der Premier League absolvierte er in der Spielzeit 2004/05 nur vier Partien, womit er sich auch nicht nach dem Gewinn der englischen Meisterschaft für eine offizielle Medaille qualifizierte – Chelsea fertigte lediglich ein eigenes Duplikat für ihn an.
Für nur noch 6,5 Millionen Pfund schob Chelsea Parker im Juli 2005 an den Ligakonkurrenten Newcastle United ab. Dort fand er wieder zu alter Stärke zurück und war in einer wechselhaften Saison des Vereins trotz eines schwachen Starts unter Graeme Souness ein wichtiger Faktor, dass Newcastle noch den siebten Platz erreichte. Vorzeitig hatte die Saison für ihn bereits Ende März 2006 geendet, nachdem er am Pfeifferschen Drüsenfieber erkrankt war, womit sich für ihn auch eine mögliche Nominierung für die WM-Endrunde 2006 in Deutschland erledigt hatte. Er kehrte zum Finale des UI-Cups zurück, das Newcastle gewann und die Qualifikation für den UEFA-Pokal mit sich brachte. Für den zurückgetretenen Alan Shearer übernahm Parker in der Saison 2006/07 unter Trainer Glenn Roeder die Kapitänsrolle, agierte im Mittelfeld zumeist an der Seite von Nicky Butt und trotz der schwachen Vorstellungen der „Magpies“ insgesamt, lief Parker im Oktober 2006 nach zweijähriger Abstinenz wieder für die englische A-Nationalmannschaft gegen Kroatien auf. Im Juni 2007 kehrte er für eine Ablöse von sieben Millionen Pfund zurück nach London zu West Ham United und schloss sich seinem alten Trainer Alan Curbishley, unter dem er schon bei Charlton Athletic gespielt hatte, an.
Der Start verlief bei den „Hammers“ holprig und verletzungsbedingt kam er in der Saison 2007/08 erst ab März 2008 regelmäßig zum Zuge. Zuvor hatte er im Dezember 2007 eine Kostprobe auf die künftigen Leistungen gegeben, als er beim 2:1 gegen den FC Middlesbrough bester Spieler war und den Siegtreffer erzielte. Obwohl er auch weiter unter seinen Blessuren litt und in der Spielzeit 2008/09 die letzten acht Partien verpasste, stieg er zum Führungsspieler von West Ham United auf und zeigte im Dezember 2008 gegen den Ex-Klub aus Chelsea (1:1) eine weitere von der Fachwelt sehr hoch eingeschätzte Leistung. Knapp gelang Parker auch in seinem dritten Jahr mit West Ham der Klassenerhalt, wozu auch sein 3:2-Siegtreffer am 24. April 2010 gegen Wigan Athletic beitrug. Obwohl der Abstieg im vierten Jahr dann nicht mehr abgewendet werden konnte und West Ham als Tabellenletzter endete, ragten Parkers Leistungen deutlich heraus. Er schoss drei Tore in den ersten sechs Pflichtspielen und auch aufgrund seiner Darbietungen in der englischen Nationalmannschaft galt er als konstantester englischer Mittelfeldspieler seiner Zeit. Gleich zweimal errang er im Jahr 2011 die Auszeichnung zu Englands Spieler des Monats und auch die Ehrung der Journalisten zu Englands Fußballer des Jahres ging 2011 an ihn. Kurz nach Beginn der Saison 2011/12 wechselte Parker dann zurück in die Premier League zu Tottenham Hotspur, nachdem er zuvor die Vereinsführung von West Ham United um eine Freigabe für einen Transfer gebeten hatte.
Mit diesem Wechsel stellte Parker in erster Linie seine Ambitionen in der englischen Nationalmannschaft in Bezug auf die bevorstehende Euro 2012 sicher. Langfristig und prägend für seine Karriere war das Engagement in Tottenham nicht und als dem mittlerweile 32-Jährigen nach einer Serie von Neuverpflichtungen im Sommer 2013 keine regelmäßigen Einsätze in der ersten Mannschaft mehr garantiert werden konnten, schloss er sich dem FC Fulham an, wo er einen Vertrag bis zum 30. Juni 2016 unterschrieb. Mit seinem bereits fünften Londoner Verein stieg er im ersten Jahr aus der Premier League ab, blieb aber dem Klub in der Zweitklassigkeit erhalten und verlängerte im Mai 2016 seinen Kontrakt um ein weiteres Jahr. Nach Auslaufen dieses Vertrages beendete er im Juni 2017 seine aktive Karriere.

### Englische Nationalmannschaft
Parker durchlief die englische U-16- und U-18-Nachwuchsauswahl und auch für die englische U-21 absolvierte er neun Länderspiele. Erstmals in der A-Nationalmannschaft kam er am 16. November 2003 gegen Dänemark (2:3) als Einwechselspieler für Wayne Rooney in der 66. Minute zum Einsatz. Es dauerte fast drei Jahre, bevor er zu seinem Startelfdebüt kam, wobei auch diese Partie in der EM-Qualifikation gegen Kroatien (0:2) verloren ging. Dabei wurde ihm von Steve McClaren im Mittelfeldzentrum hinter Frank Lampard und Steven Gerrard eine defensive Rolle im 3-5-2-System zugewiesen, wobei er als zusätzliche Absicherung für die offensiven Außenverteidiger Gary Neville und Ashley Cole diente. Zwar war Parker danach auch weiter noch sporadisch im englischen Kader vertreten und nach der verpassten Europameisterschaft auch im vorläufigen 30-Mann-Kader 2010 unter Fabio Capello, aber sein nächstes (viertes) Länderspiel bestritt er erst viereinhalb Jahre nach der Kroatien-Pleite am 9. Februar 2011 in der zweiten Halbzeit.
Im erneuten Vergleich mit Dänemark (2:1) stand Parker erstmals in einer siegreichen England-Elf. Kurz darauf hatte er beim 2:0 in der Qualifikation gegen Wales eine wichtige Rolle als defensiver Mittelfeldmann im neuen 4-3-3-System unter Capello. In der Folgezeit war er Stammspieler bei den „Three Lions“ und am 29. Februar 2012 war er nach der Suspendierung von John Terry erstmals gegen die Niederlande (2:3) englischer Kapitän. Unter Capellos Nachfolger Roy Hodgson gehörte er dann auch zum finalen England-Kader für die Euro 2012 in Polen und der Ukraine. Er stand in allen vier englischen Spielen in der Startelf, wobei er im Viertelfinale, das letztlich gegen Italien im Elfmeterschießen verloren ging, in der Verlängerung für Jordan Henderson ausgewechselt wurde. Parker schloss seine Länderspielkarriere am 22. März 2013 mit dem 18. Länderspiel gegen San Marino (8:0) ab.

## Karriere als Trainer
Nach seinem Karriereende wurde Parker zur Saison 2017/18 Cheftrainer der U18 der Tottenham Hotspur.
Zur Saison 2018/19 wurde Parker Co-Trainer beim Premier-League-Aufsteiger FC Fulham. Er assistierte zunächst Slaviša Jokanović und anschließend dessen Nachfolger Claudio Ranieri. Nachdem Ranieri am 28. Februar 2019 von seinen Aufgaben entbunden worden war, übernahm Parker die nach 28 Spieltagen mit 17 Punkten – und zehn Punkten Abstand auf einen Nicht-Abstiegsplatz – auf dem vorletzten Tabellenplatz stehende Mannschaft als Interimstrainer. Er konnte den direkten Abstieg in die Football League Championship jedoch nicht verhindern, der bereits nach dem 33. Spieltag Anfang April fest stand. Am 10. Mai 2019 unterzeichnete Parker einen neuen Zweijahresvertrag als Cheftrainer. Er führte Fulham in der Zweitligasaison 2019/20 auf den vierten Tabellenplatz, in den anschließenden Play-offs gelang nach Erfolgen über Cardiff City und den FC Brentford der direkte Wiederaufstieg in die Premier League. Dort befand sich der Klub die gesamte Saison 2020/21 über im Abstiegskampf und stieg letztlich als Drittletzter mit elf Punkte Rückstand auf die Nicht-Abstiegsplätze erneut ab. Am 28. Juni 2021 gab der FC Fulham die Trennung von Parker „in gegenseitigem Einvernehmen“ bekannt, am selben Tag gab Zweitligakonkurrent AFC Bournemouth die Verpflichtung von Parker und eines Großteils seines Trainerstabs bekannt.
Parker führte Bournemouth in seiner ersten Saison zur Vizemeisterschaft in der Championship und damit zum Aufstieg in die Premier League. Dort startete er mit einem 2:0-Heimsieg über Aston Villa. In den folgenden drei Ligaspielen unterlag sein Team 0:4 gegen Manchester City, 0:3 gegen den FC Arsenal und mit 0:9 dem FC Liverpool. Im Anschluss an die Liverpool-Niederlage erneuerte Parker seine bereits zu Saisonbeginn getätigte Kritik an der Transferpolitik des Klubs, der nach Meinung Parkers zu wenig in neue Spieler für den Klassenerhalt investiert hatte. Wenige Tage später wurde er entlassen. Klubeigentümer Maxim Demin äußerte in einem Statement, dass es unabdingbar sei, dass „der gesamte Klub in der Strategie den Klub nachhaltig zu führen, übereinstimmt.“
An Silvester 2022 wurde er vom belgischen Erstdivisionär FC Brügge als Nachfolger von Carl Hoefkens verpflichtet. Nach nur zwölf Pflichtspielen, in denen lediglich zwei Siege gelangen, wurde Parker am 8. März 2023, einen Tag nach dem 1:5 gegen Benfica Lissabon im Rückspiel des Achtelfinales der UEFA Champions League und dem damit verbundenen Ausscheiden, entlassen. Zu diesem Zeitpunkt hatte der FC Brügge bei noch sechs auszutragenden Spielen in der Hauptrunde 20 Punkte Rückstand auf Platz 1.
Im Juli 2024 übernahm er als Nachfolger von Vincent Kompany den Premier-League-Absteiger FC Burnley.

## Titel/Auszeichnungen
- Englischer Ligapokal (1): 2005
- Englands Fußballer des Jahres (1): 2011 (Journalisten-Wahl)
- Englands Nachwuchsspieler des Jahres (1): 2004
- PFA Team of the Year (1): 2011/12
- Englands Fußballer des Monats (2): Februar 2011, November 2011